# Hollaback Girl
"Hollaback Girl" là một bài hát của nghệ sĩ thu âm người Mỹ Gwen Stefani nằm trong album phòng thu hát đơn đầu tay của cô, Love. Angel. Music. Baby. (2004). Nó được phát hành như là đĩa đơn thứ ba trích từ album vào ngày 14 tháng 3 năm 2005 bởi Interscope Records. Bài hát được đồng viết lời bởi Stefani, Pharrell Williams và Chad Hugo, những cộng tác viên quen thuộc xuyên suốt sự nghiệp của nữ ca sĩ cũng như chịu trách nhiệm sản xuất nó dưới tên gọi chung của cả hai The Neptunes. Dựa trên tầm nhìn của Stefani trong việc tạo ra "một bản nhạc dance ngớ ngẩn", "Hollaback Girl" được xem như một lời đáp trả trước những tuyên bố của Courtney Love trong một bài phỏng vấn với tạp chí Seventeen về việc cô cho rằng Stefani trông không khác gì một "cổ vũ viên". Đây là một bản hip hop với những ảnh hưởng từ nhạc dance và hip hop thập niên 1980, trong đó việc sử dụng mô típ hô khẩu hiệu trong cổ vũ đã thu hút nhiều sự so sánh với bài hát năm 1982 của Toni Basil "Mickey".
Sau khi phát hành, "Hollaback Girl" nhận được những phản ứng trái chiều từ các nhà phê bình âm nhạc, trong đó họ đánh giá cao quá trình sản xuất tối giản của bài hát, nhưng cũng vấp phải một số ý kiến chỉ trích cho rằng nó khá phiền phức và xấu hổ. Tuy nhiên, bài hát đã gặt hái nhiều giải thưởng và đề cử tại những lễ trao giải lớn, bao gồm hai đề cử giải Grammy cho Thu âm của năm và Trình diễn giọng pop nữ xuất sắc nhất tại lễ trao giải thường niên lần thứ 48. "Hollaback Girl" cũng tiếp nhận những thành công lớn về mặt thương mại, đứng đầu bảng xếp hạng ở Úc và lọt vào top 10 ở nhiều quốc gia nó xuất hiện, bao gồm vươn đến top 5 ở những thị trường lớn như Áo, Đan Mạch, Đức, Ireland và New Zealand. Tại Hoa Kỳ, nó đạt vị trí số một trên bảng xếp hạng Billboard Hot 100 trong bốn tuần liên tiếp, trở thành đĩa đơn quán quân đầu tiên trong sự nghiệp của Stefani cũng như là bản nhạc đầu tiên trong lịch sử đạt cột mốc một triệu lượt tải nhạc số tại đây.
Video ca nhạc cho "Hollaback Girl" được đạo diễn bởi Paul Hunter, trong đó bao gồm những cảnh Stefani hóa thân thành một nữ cổ vũ viên tại một trường trung học ở California, bên cạnh sự xuất hiện đặc biệt của Williams. Nó đã nhận được bốn đề cử tại giải Video âm nhạc của MTV năm 2005 cho Video của năm, Video xuất sắc nhất của nữ ca sĩ, Video Pop xuất sắc nhất và Video có vũ đạo xuất sắc nhất, và chiến thắng một giải sau. Để quảng bá bài hát, nữ ca sĩ đã trình diễn nó trên nhiều chương trình truyền hình và lễ trao giải lớn, bao gồm The Ellen DeGeneres Show, Good Morning America, Jimmy Kimmel Live!, Late Show with David Letterman, Saturday Night Live, Top of the Pops và giải Sự lựa chọn của Giới trẻ năm 2005, cũng như trong nhiều chuyến lưu diễn của cô. Kể từ khi phát hành, "Hollaback Girl" đã xuất hiện trong nhiều tác phẩm điện ảnh và truyền hình, như Baby Driver, Entourage, Family Guy, The Office, Orange Is the New Black và Teenage Mutant Ninja Turtles.

## Danh sách bài hát
| - Đĩa CD tại châu Âu 1. "Hollaback Girl" (bản album) – 3:20 2. "Hollaback Girl" (Hollatronix phối lại bởi Diplo) – 2:44 - Đĩa CD maxi tại châu Âu 1. "Hollaback Girl" (bản album) – 3:20 2. "Hollaback Girl" (Hollatronix phối lại bởi Diplo) – 2:44 3. "Hollaback Girl" (không lời) – 3:20 4. "Hollaback Girl" (video ca nhạc) – 3:20 | - Đĩa 12" tại Hoa Kỳ A1. "Hollaback Girl" (Dancehollaback phối lại hợp tác với Elan) – 6:53 A2. "Hollaback Girl" (Dancehollaback phối lại Clean hợp tác với Elan) – 6:52 A3. "Hollaback Girl" (Dancehollaback phối lại Radio hợp tác với Elan) – 4:02 B1. "Hollaback Girl" (Hollatronic phối lại) – 2:44 B2. "Hollaback Girl" (Dancehollaback phối lại không lời) – 6:50 B3. "Hollaback Girl" (Dancehollaback phối lại A Capppella) – 6:19 |

## Thành phần thực hiện
Thành phần thực hiện được trích từ ghi chú của Love. Angel. Music. Baby., Interscope Records.
| - Gwen Stefani – hát chính, viết lời - Andrew Coleman – thu âm - Jason Finkel – hỗ trợ kỹ sư - Brian "Big Bass" Gardner – master | - Chad Hugo – viết lời - The Neptunes – sản xuất - Phil Tan – phối khí - Pharrell Williams – viết lời |

## Xếp hạng
| Bảng xếp hạng (2005-06)                  | Vị trí cao nhất |
| ---------------------------------------- | --------------- |
| Úc (ARIA)                                | 1               |
| Áo (Ö3 Austria Top 40)                   | 5               |
| Bỉ (Ultratop 50 Flanders)                | 6               |
| Bỉ (Ultratop 50 Wallonia)                | 16              |
| Canada (Canadian Singles Chart)          | 12              |
| Cộng hòa Séc (Rádio Top 100)             | 36              |
| Đan Mạch (Tracklisten)                   | 5               |
| Châu Âu (European Hot 100 Singles)       | 5               |
| Phần Lan (Suomen virallinen lista)       | 8               |
| Pháp (SNEP)                              | 17              |
| Đức (Official German Charts)             | 3               |
| Hy Lạp (IFPI Greece)                     | 13              |
| Hungary (Rádiós Top 40)                  | 23              |
| Hungary (Dance Top 40)                   | 11              |
| Ireland (IRMA)                           | 4               |
| Ý (FIMI)                                 | 6               |
| Hà Lan (Dutch Top 40)                    | 8               |
| Hà Lan (Single Top 100)                  | 7               |
| New Zealand (Recorded Music NZ)          | 3               |
| Na Uy (VG-lista)                         | 6               |
| Thụy Điển (Sverigetopplistan)            | 7               |
| Thụy Sĩ (Schweizer Hitparade)            | 6               |
| Anh Quốc (OCC)                           | 8               |
| Hoa Kỳ Billboard Hot 100                 | 1               |
| Hoa Kỳ Adult Pop Airplay (Billboard)     | 18              |
| Hoa Kỳ Dance Club Songs (Billboard)      | 15              |
| Hoa Kỳ Hot R&B/Hip-Hop Songs (Billboard) | 8               |
| Hoa Kỳ Pop Airplay (Billboard)           | 1               |
| Hoa Kỳ Rhythmic (Billboard)              | 1               |

| Bảng xếp hạng (2005)                 | Vị trí |
| ------------------------------------ | ------ |
| Australia (ARIA)                     | 21     |
| Austria (Ö3 Austria Top 40)          | 39     |
| Belgium (Ultratop 50 Flanders)       | 44     |
| Belgium (Ultratop 50 Wallonia)       | 67     |
| Denmark (Tracklisten)                | 41     |
| Europe (European Hot 100 Singles)    | 44     |
| Germany (Official German Charts)     | 41     |
| Italy (FIMI)                         | 69     |
| Netherlands (Dutch Top 40)           | 54     |
| Netherlands (Single Top 100)         | 64     |
| New Zealand (Recorded Music NZ)      | 19     |
| Sweden (Sverigetopplistan)           | 29     |
| Switzerland (Schweizer Hitparade)    | 34     |
| UK Singles (Official Charts Company) | 47     |
| US Billboard Hot 100                 | 2      |
| US Hot R&B/Hip-Hop Songs (Billboard) | 55     |
| US Pop Songs (Billboard)             | 7      |
| US Rhythmic (Billboard)              | 22     |

| Bảng xếp hạng (2000-09) | Vị trí |
| ----------------------- | ------ |
| US Billboard Hot 100    | 41     |

| Bảng xếp hạng                | Vị trí |
| ---------------------------- | ------ |
| US Billboard Hot 100         | 258    |
| US Billboard Hot 100 (Women) | 82     |

## Chứng nhận
| Quốc gia | Chứng nhận | Số đơn vị/doanh số chứng nhận |
| --- | ---------- | ----------------------------- |
| Úc (ARIA) | Bạch kim   | 70.000^                       |
| Đức (BVMI) | Vàng       | 250.000‡                      |
| New Zealand (RMNZ) | Vàng       | 5.000*                        |
| Anh Quốc (BPI) | Vàng       | 400.000‡                      |
| Hoa Kỳ (RIAA) | Bạch kim   | 1.000.000^                    |
| * Chứng nhận dựa theo doanh số tiêu thụ. ^ Chứng nhận dựa theo doanh số nhập hàng. ‡ Chứng nhận dựa theo doanh số tiêu thụ và phát trực tuyến. |            |                               |

## Lịch sử phát hành
| Quốc           | Ngày                | Hãng đĩa           | Định dạng           |
| -------------- | ------------------- | ------------------ | ------------------- |
| Úc             | 15 tháng 3 năm 2005 | Universal Music    | CD, Tải kĩ thuật số |
| New Zealand    | 15 tháng 3 năm 2005 | Universal Music    | CD, Tải kĩ thuật số |
| Canada         | 4 tháng 4 năm 2005  | Universal Music    | CD, Tải kĩ thuật số |
| Hoa Kỳ         | 4 tháng 4 năm 2005  | Interscope Records | CD, Tải kĩ thuật số |
| Ireland        | 21 tháng 6 năm 2005 | Polydor Records    | CD, Tải kĩ thuật số |
| Vương quốc Anh | 21 tháng 6 năm 2005 | Polydor Records    | CD, Tải kĩ thuật số |
| Châu Âu        | 2 tháng 7 năm 2005  | Universal Music    | CD, Tải kĩ thuật số |